# Gus Macdonald, Baron Macdonald of Tradeston

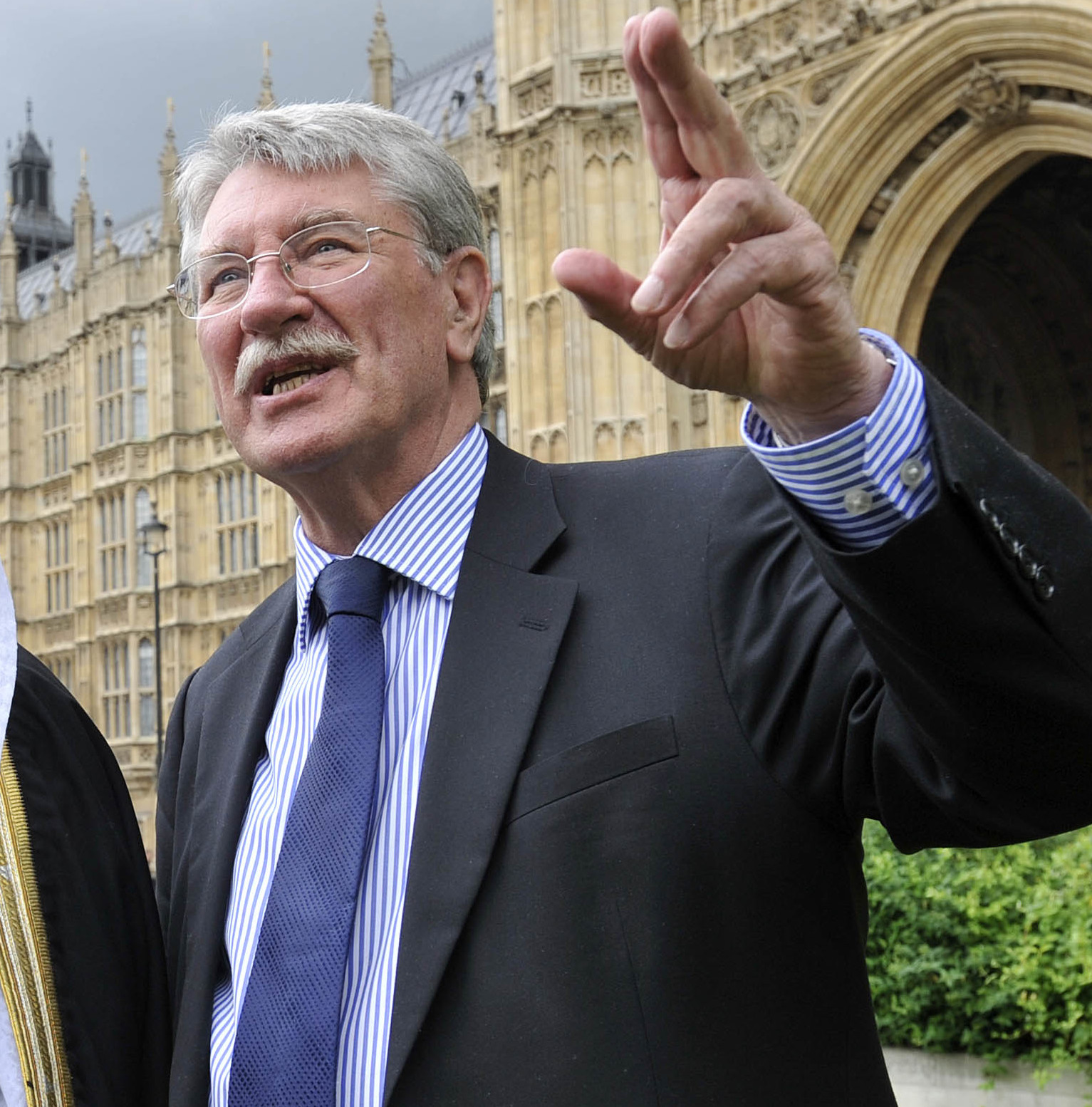
Gus Macdonald, Baron Macdonald of Tradeston

Angus „Gus“ John Macdonald, Baron Macdonald of Tradeston CBE PC (* 20. August 1940 in Larkhall, South Lanarkshire, Schottland) ist ein britischer Journalist, Manager in der Medienwirtschaft und Politiker der Labour Party, der seit 1998 als Life Peer Mitglied des House of Lords ist.

## Leben

### Journalist, Medienmanager und Hochschullehrer
Nach der Schulausbildung an der Allan Glen’s School in Glasgow absolvierte Macdonald ab 1956 eine Ausbildung zum Marineingenieur und war danach in diesem Beruf bis 1963 tätig, ehe er zwischen 1965 und 1967 als Journalist bei der Tageszeitung The Scotsman arbeitete. Nachdem er von 1967 bis 1985 als Manager und Moderator beim Fernsehsender Granada Television tätig gewesen war, wechselte er 1986 zur Scottish Media Group plc, bei der er zunächst Programmdirektor und dann zwischen 1990 und 1996 Geschäftsführer sowie im Anschluss von 1996 bis 1997 Vorstandsvorsitzender war. 1976 war er Gründungsvorsitzender des Edinburgh International Television Festival. Neben diesen Tätigkeiten war er von 1985 bis 1998 Gastprofessor für Film- und Medienwissenschaften an der University of Stirling. Daneben wirkte Macdonald, der 1973 und 1997 einen British Academy Film Award (BAFTA-Award) erhielt, von 1988 bis 1997 als Verwaltungsratsmitglied der National Film and Television School in Beaconsfield, zwischen 1994 und 1996 als Vorsitzender des Edinburgh International Film Festival und von 1997 bis 1998 als Mitglied des Verwaltungsrates des British Film Institute.
Zuletzt wirkte er von 1997 bis 1998 noch als Vorsitzender des Aufsichtsrates der Scottish Media Group plc. Während dieser war er von 1992 bis 1994 auch Vorsitzender von Independent Television (ITV) sowie 1998 für einige Zeit Vorstandsmitglied der Bank of Scotland und wurde 1997 für seine Verdienste zum Commander des Order of the British Empire ernannt. Des Weiteren war Macdonald, der 1993 und 1998 mit dem Scottish Business Elite Award geehrt wurde, zwischen 1997 und 1998 Vorsitzender der Partnerschaft für die Cairngorms Partnership und zeitgleich Vorstandsmitglied der Wirtschaftsförderungsgesellschaft Scottish Enterprise.

### Oberhausmitglied und Minister
Durch ein Letters Patent vom 2. Oktober 1998 wurde Macdonald als Life Peer mit dem Titel Baron Macdonald of Tradeston, of Tradeston in the City of Glasgow, in den Adelsstand erhoben. Kurz darauf erfolgte seine Einführung (Introduction) als Mitglied des House of Lords. Im Oberhaus gehört er zur Fraktion der Labour Party.
Kurz darauf wurde er 1998 Minister für Unternehmen und Industrie in dem zum Schottlandministerium gehörenden Scottish Office. Nach dessen Auflösung wurde Lord Macdonald am 29. Juli 1999 als Nachfolger von Helen Liddell Staatsminister für Verkehr im Ministerium für Umwelt, Verkehr und die Regionen. Zugleich wurde er 1999 zum Privy Councillor berufen und am 8. Juni 2001 von John Spellar als Verkehrsminister abgelöst. Im Anschluss wurde er am 11. Juni 2001 von Premierminister Tony Blair als Nachfolger von Mo Mowlam zum Minister für das Kabinettsamt (Cabinett Office) sowie zum Kanzler des Herzogtums Lancaster (Chancellor of the Duchy of Lancaster) berufen und bekleidete diese Funktionen bis zu seiner Ablösung durch Douglas Alexander am 13. Juni 2003.
Nach seinem Ausscheiden aus der Regierung wurde er 2004 Leitender Berater der Macquarie Bank und ist seit 2009 auch Vorstandsmitglied der Energieversorgungsgesellschaft ScottishPower. Des Weiteren war Lord Macdonald zwischen 2006 und 2001 Mitglied des Rates und des Komitees der University of Sussex sowie von 2007 bis 2012 Kanzler der Glasgow Caledonian University.
Lord Macdonald wurden außerdem Ehrendoktorwürden der University of Stirling, der Edinburgh Napier University, der Robert Gordon University, der University of Glasgow sowie der University of Lincoln verliehen.